# Neopromachus riparius
Neopromachus riparius är en insektsart som beskrevs av Günther 1929. Neopromachus riparius ingår i släktet Neopromachus och familjen Phasmatidae. Inga underarter finns listade i Catalogue of Life.